# SimCastle
SimCastle foi um projeto cancelado de um jogo de simulação medieval, da Maxis, projetado na mesma época que o popular jogo da Maxis, The Sims 1. Juntamente com o título SimMars, SimCastle foi cancelado devido ao corte de recursos da Maxis para a produção destes jogos, recursos que, foram direcionados para a "galinha de ovos de ouro" da Maxis, o The Sims.
Na biografia de Ward Moore, um artista e designer de jogos que passou pela Maxis, Electronic Arts e Namco, Moore afirma: SimCastle era um simulador medieval dedicado a uma audiência mais infantil baseado no motor de jogo de SimTown.